# Cirurgia estereotáxica

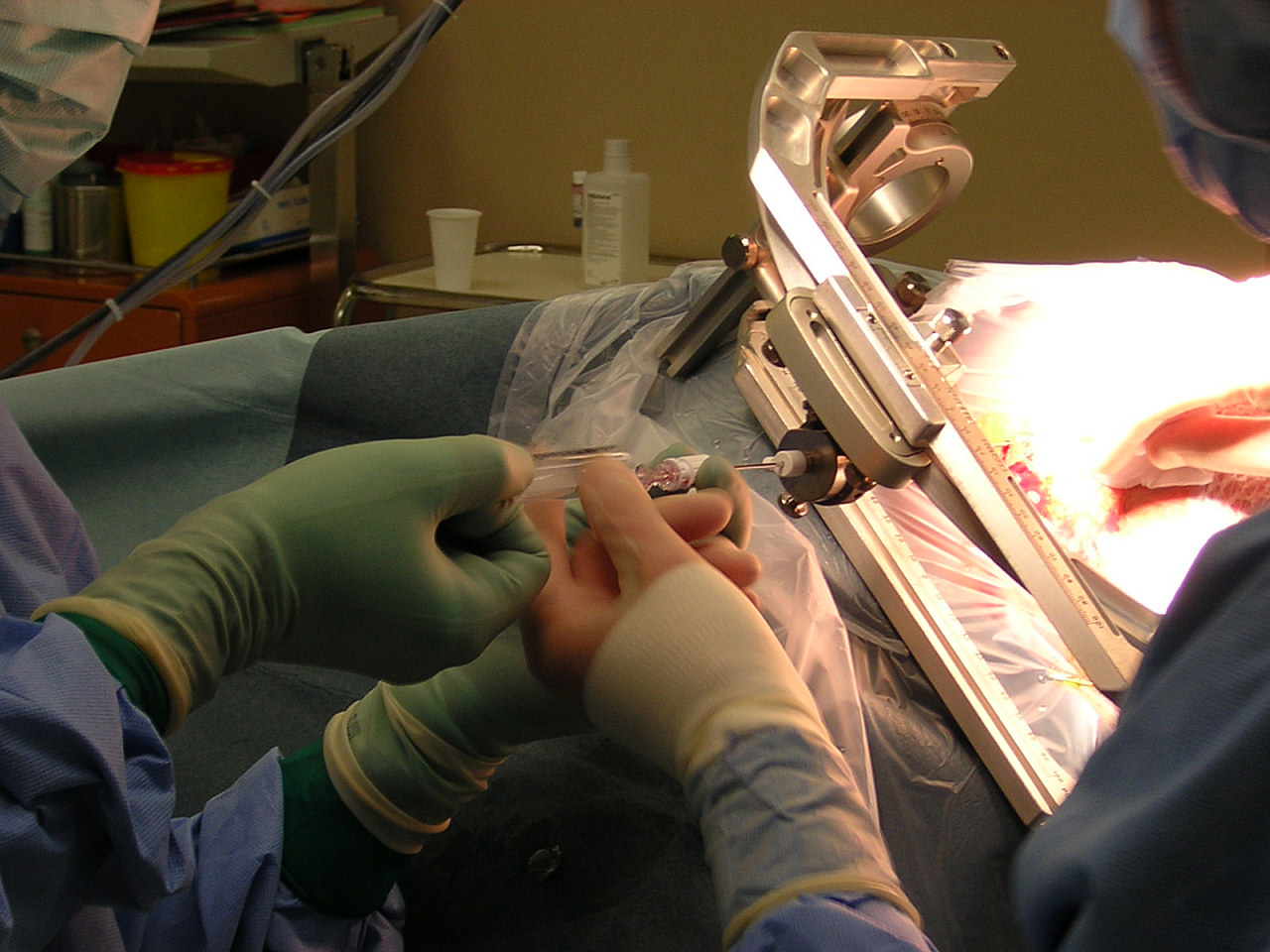
Fotografia de uma biópsia cerebral, com recurso a uma agulha montada numa armação estereotáxica

Cirurgia estereotáxica ou estereotaxia é um método cirúrgico, pautado pelo grau de invasividade mínima, que tem proveito de um sistema de coordenadas tridimensional para localizar pequenos alvos no interior do corpo e para executar nestes alguma atividade, tal como ablação, biópsia, lesão, injeção, estimulação, implante, radiocirurgia etc. 
O método estereotáxico quando aplicado ao ser humano convencionalmente é referido como estereotáctico, ou seja cirurgia estereotáctica embora o termo mais utilizado seja estereotáxico. O termo estereotáxico é reservado para manipulação e procedimentos em animais de experimentação.